# Valle de los Galanes
Valle de los Galanes es un barrio perteneciente al distrito Este de la ciudad andaluza de Málaga, España. Según la delimitación oficial del ayuntamiento, limita al norte con los barrios de La Mosca y San Francisco; al este, con el barrio de Villa Cristina; al oeste, con el barrio de El Polvorín; y al sur, con el barrio de Pedregalejo.

## Transporte
En autobús está conectado con el resto de la ciudad mediante las siguientes líneas de la EMT: 
| Línea | Trayecto                                        | Recorrido | Frecuencia    |
| ----- | ----------------------------------------------- | --------- | ------------- |
| 29    | Jarazmín - El Palo                              | Recorrido | 60 minutos    |
| 34    | Alameda Principal - Pedregalejo (Bda. La Mosca) | Recorrido | 30-35 minutos |